# Ramnosa

Idosa, molècula de L-α-ramnosa

La ramnosa (abreujadament Ram) és un monosacàrid de sis carbonis que pertany al grup de les metilpentoses i de les desoxihexoses. La seva fórmula química és C₆H₁₂O₅.
La forma que es troba a la natura és la L-ramnosa (6-desoxi-L-mannosa), essent extremadament rar trobar formes D. El seu nom prové del de la planta on es va aïllar per primera vegada Rhamnus frangula, però també es pot obtenir d'una altra espècie anomenada Toxicodendron vernix (Sumac verinós) o trobar-se en forma de glicòsid en altres plantes.
A més es presenta en altres substàncies com els polímers de pectina, característics de les parets vegetals de certs microorganismes com els micobacteris que inclouen els que causen la tuberculosi.